# Els turbulents anys vint
 Els turbulents anys vint  (The Roaring Twenties) és una pel·lícula estatunidenca dirigida per Raoul Walsh, estrenada el 1939 i doblada al català.

## Argument[2]
La pel·lícula segueix tres homes que es coneixen en un refugi soterrani durant els dies de finals de la Primera Guerra Mundial: Eddie Bartlett (James Cagney), George Hally (Humphrey Bogart) i Lloyd Hart (Jeffrey Lynn), i descriu els seus judicis i tribulacions respecte de l'Armistici amb Alemanya, a través del pas per la Divuitena esmena a la Constitució dels Estats Units, la Prohibició en la dècada del 1920 i la violència que se’n va generar, així com la crisi de Wall Street del 1929.

## Repartiment
- James Cagney: Eddie Bartlett
- Priscilla Lane: Jean Sherman
- Humphrey Bogart: George Hally
- Gladys George: Panama Smith
- Jeffrey Lynn: Lloyd Hart
- Frank McHugh: Danny Green
- Paul Kelly: Nick Brown
- Elisabeth Risdon: Sra. Sherman
- Edward Keane: Henderson
- Joe Sawyer: El sergent
- Joseph Crehan: Michaels
- George Meeker: Masters